# Sistema de coordenadas

Coordenadas esféricas de um ponto

Na matemática, um sistema de coordenadas é um sistema para se especificar uma ênupla de escalares a cada ponto num espaço n-dimensional. O espaço no qual é sobreposto o sistema de coordenadas não necessariamente precisa ter definida uma métrica, tal como no caso do espaço riemmaniano no contexto da relatividade. Os "escalares" em muitos casos são números reais mas, dependendo do contexto, também podem ser números complexos ou membros de outro corpo qualquer. De forma mais geral, as coordenadas podem por vezes ser retiradas de anéis ou outras estruturas algébricas semelhantes.
A fim de que se especifique de forma não ambígua a posição de cada ponto neste espaço, é necessário que se defina uma origem e uma orientação.
Para que se atribua a cada ponto do espaço uma ênupla de números, é necessário que ao longo de cada curva coordenada se possa definir uma variedade, de tal forma que exista uma correspondência biunívoca entre a intersecção dessas variedades e um ponto. Assim, cada ênupla equivale a determinar a posição de cada variedade ao longo de cada curva coordenada.
Embora qualquer sistema de coordenadas específico seja útil para cálculos numéricos num espaço dado, considera-se que o próprio espaço existe independentemente de uma qualquer escolha de coordenadas.

## Sistema cartesiano
Sistema de coordenadas no plano cartesiano é um esquema reticulado necessário para especificar pontos num determinado "espaço" com dimensões. A ideia para este sistema foi desenvolvida em 1637 pelo matemático e filósofo francês Descartes. O sistema consiste de duas retas perpendiculares, chamadas eixos cartesianos que se interceptam em suas origens.

## Sistema cilíndrico
As coordenadas cilíndricas permitem representar um ponto num espaço tridimensional e são uma generalização das coordenadas polares, bidimensionais, acrescentando uma terceira coordenada: a altura, h.

## Sistema esférico
O sistema esférico de coordenadas é um sistema de referência que permite a localização de um ponto qualquer em um espaço de formato esférico através de um conjunto de três valores, chamados de coordenadas esféricas.

## Sistema elíptico

Sistema de coordenadas elípticas

As coordenadas elípticas são um sistema bidimensional de coordenadas curvilíneas ortogonais, onde as linhas coordenadas são elipses e hipérboles com os mesmos focos.

## Sistema parabólico
As coordenadas parabólicas são um sistema bidimensional de coordenadas ortogonais em que as linhas coordenadas são parábolas confocais. A versão tridimensional das coordenadas parabólicas é obtida através da rotação do sistema bidimensional sobre o eixo de simetria de todas as parábolas.

## Coordenadas geográficas
O sistema de mapeamento da Terra através de coordenadas geográficas expressa qualquer posição horizontal no planeta através de duas das três coordenadas existentes num sistema esférico de coordenadas, alinhadas com o eixo de rotação da Terra. Herdeiro das teorias dos antigos babilônios, expandido pelo famoso pensador e geógrafo grego Ptolomeu, um círculo completo é dividido em 360 graus (360°).